# Peter Lackner (Fußballspieler)
Peter Lackner (* 29. August 1969) ist ein ehemaliger österreichischer Fußballspieler auf der Position eines Mittelfeldspielers und jetziger Trainer. Lackner war eine Saison mit dem ASK Kottingbrunn in der Ersten Liga vertreten. 

## Karriere

### Spieler
Lackner wechselte in der Winterpause der Saison 1989/90 vom VfB Mödling zum Konkurrenten Badener AC, wo er allerdings nur ein halbes Jahr bis zum Sommer blieb. Danach ging er zum Regionalligisten ASK Kottingbrunn. Dort bestritt er in seiner ersten Saison nur ein Spiel und wechselte daraufhin leihweise zum Ligakonkurrenten SC Himberg. Dort kam er mehrmals zum Einsatz und konnte auch drei Tore erzielen. Am Ende der Saison kehrte er zu Kottingbrunn, die mittlerweile den Aufstieg in die Erste Liga schafften, zurück. Seine guten Leistungen bei Himberg blieben nicht unbemerkt, und so kam er in seiner ersten Saison in der zweithöchsten Liga Österreichs mehrmals zum Einsatz. Trotzdem wechselte er abermals nach einer Saison zu Himberg. Darauffolgend wechselte er zum Ligarivalen SV Schwechat, wo er zwei Jahre war. Danach ging er in die Landesliga Niederösterreich zum SV Langenrohr. Dort konnte er beinahe 150 Spiele in sieben Jahren bestreiten. Als letzte Station wählte er den SV Stockerau, wo er nach einem halben Jahr seine Karriere beendete.

### Trainer
Er begann seine Trainerkarriere beim SV Langenrohr, wo er ab 2004 als Spielertrainer agierte. Als er 2008 zum SV Stockerau wechselte, wurde er auch dort Spielertrainer. Während der Winterpause beendete er seine Spielerkarriere, aber er blieb noch ein weiteres halbes Jahr in Stockerau. Danach ging er weiter zum FC Mistelbach, wo er zwei Jahre blieb. Daraufhin wechselte er zum SV Leobendorf weiter. Dort überzeugte er nicht so sehr. Eine vereinslose Saison später wechselte er zum SC Mannswörth. Allerdings nach einer sehr bescheidenen Saison wurde er wieder entlassen. Im Herbst wurde er kurz vom SV Langenlebarn verpflichtet, wo er aber nach nur neun Tagen wieder kündigte. Seine bisher letzte Station war wieder beim FC Mistelbach, wo er aber am Anfang der Saison 2016/17 wieder aufhörte. 
Peter Lackner besitzt die UEFA-A-Lizenz.

## Erfolge
- Meister Regionalliga Ost: 1997